# Villa Schlikker (Osnabrück)

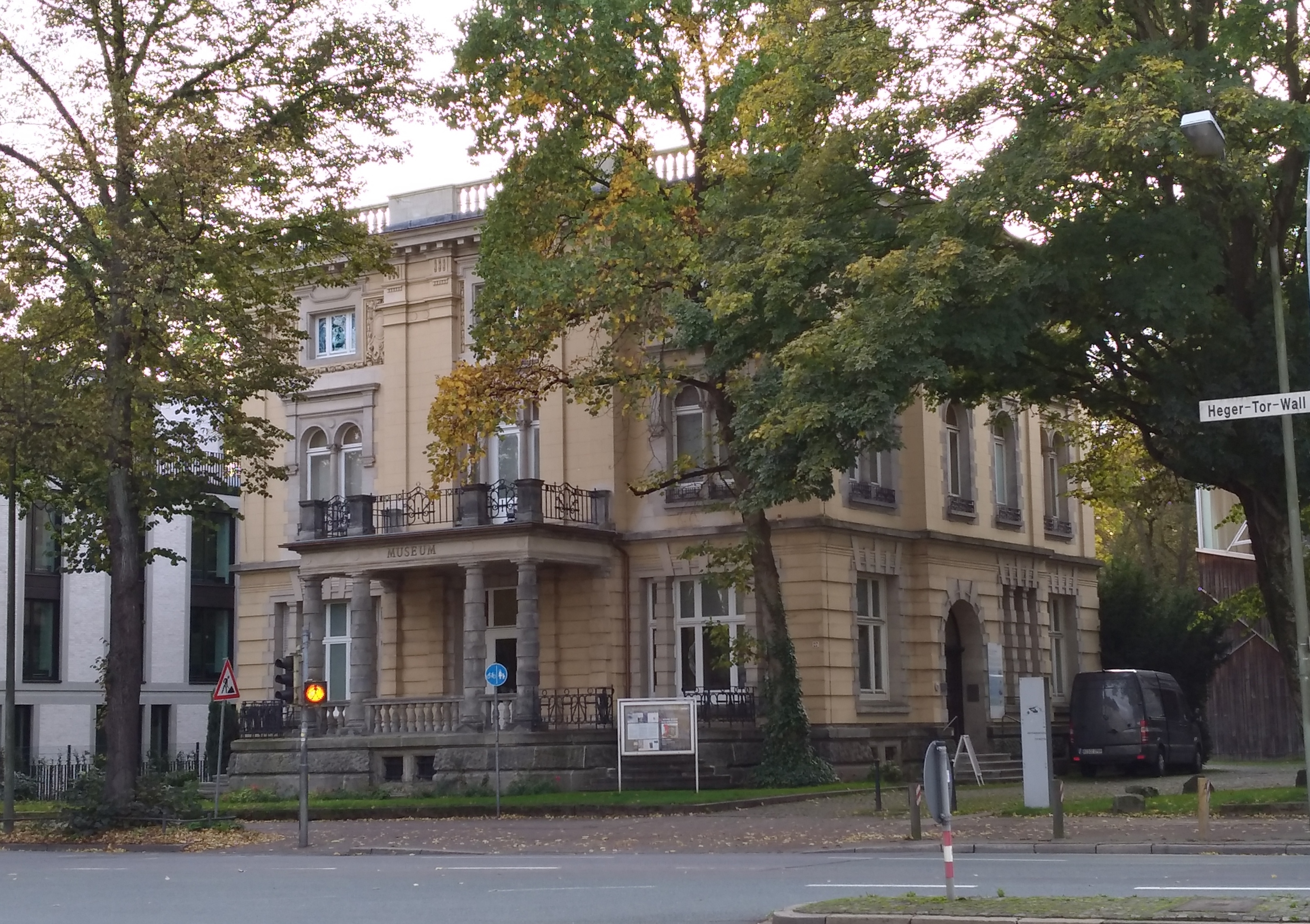
Villa Schlikker (2017)

Die Villa Schlikker, seit 2024 offiziell Die Villa_Forum für Erinnerungskultur und Zeitgeschichte, kurz Die Villa_ genannt, ist eine ehemalige Industriellenvilla in Osnabrück, die als Teil des Kulturgeschichtlichen Museums mit dem Felix-Nussbaum-Haus und dem Akzisehaus zum Museumsquartier Osnabrück (MQ4) am Heger-Tor-Wall/Lotter Straße gehört. Das 1900 errichtete Gebäude war in der Zeit des Nationalsozialismus Sitz der örtlichen NSDAP-Parteizentrale und trug den Namen „Adolf-Hitler-Haus“, von der Bevölkerung wurde es als „Braunes Haus“ bezeichnet. Nach dem Ende des Zweiten Weltkriegs wurde es von der britischen Besatzungsmacht genutzt, bis es an die Stadt Osnabrück überging, die es als naturkundliches beziehungsweise kulturhistorisches Museum einrichtete.
Die Villa sollte zum historisch-kulturellen Lernort umgestaltet werden und nach dem Osnabrücker Juristen Hans Georg Calmeyer (1903–1972) benannt werden. Er bewahrte in der Zeit der deutschen Besetzung der Niederlande mindestens 2866 Juden vor der Deportation in Vernichtungslager. 1992 wurde er postum als „Gerechter unter den Völkern“ geehrt, was ihn als „Schindler aus Osnabrück“ bekannt machte. Gegen eine Benennung des Gebäudes nach einem „hohen Beamten des Naziregimes in den Niederlanden“ regte sich 2020 in den Niederlanden Widerstand. Unter dem Namen „Die Villa_Forum für Erinnerungskultur und Zeitgeschichte“ wurde das Gebäude nach Sanierung und Umgestaltung am 15. September 2024 wiedereröffnet. Die Dauerausstellung trägt den Titel Demokratie zählt! und richtet sich vor allem an junge Menschen.

## Geschichte

### Bauherr Edo Floris Schlikker
Das Museumsgebäude trägt den Namen seines Bauherrn, des Unternehmers, Bankiers und Geheimen Kommerzienrats Edo Floris Schlikker (7. September 1839–26. August 1926), Sohn des Textilunternehmers und Bankiers Gerhard(us) Schlikker (1805–1898) und seiner Frau Gesina Elsabena, geborene Rost (1807–1875). Die evangelisch-reformierte Familie stammte aus Schüttorf und war in der Textilindustrie in der Grafschaft Bentheim vermögend geworden. Schlikker absolvierte eine Ausbildung in Amsterdam bei der Bank De Twentsche Bankverenigung G. W. Blydenstein & Cp., die sein Vater mitgegründet hatte. Er war im Bankwesen unter anderem in London erfolgreich und am Bankhaus Delbrück, Schickler & Co. in Berlin beteiligt. Außerdem besaß er Güter, eines in der Nähe von Diepholz, die er bewirtschaften ließ. Zusammen mit seinem Vater und seinem fünf Jahre älteren Bruder Hermann wandelte er das Textilgewerbe in Schüttorf und der Grafschaft Bentheim zur Textilindustrie um, bei der die mit Dampfmaschinen mechanisch angetriebene Baumwollweberei das überwiegend in Heimarbeit gewebte Leinen ablöste.
1872 heiratete er seine Kusine Anna Sluytermann (1848–1925), Tochter eines Arztes aus Sneek und dessen Ehefrau Bernhardine Johanne Schlikker. Aus der Ehe stammte als einziges Kind Gerhard Schlikker (1874–1960). Der promovierte Jurist war Amtsrichter, zuletzt in Moers, musste seinen Dienst jedoch wegen eines Magenleidens aufgeben.
Nach dem Tod des Vaters 1898 plante Edo Floris Schlikker um die Jahrhundertwende den Umzug von Schüttorf zum Bankenplatz Osnabrück, um von dort aus leichter das Familienvermögen verwalten zu können. Vor dem Heger Tor ließ er sich eine Villa im italienischen Neo-renaissance-Stil bauen mit Jugendstil-Interieur.  Er beauftragte den Architekten Otto Lüer, der das repräsentative Gebäude 1900/1901 errichten und mit Marmor und Vertäfelungen ausstatten ließ, die Wände wurden mit Teppichen behängt. Das Familienvermögen ging im Ersten Weltkrieg und durch die Weltwirtschaftskrise weitgehend verloren. Nach Schlikkers Tod 1926 im Alter von fast 87 Jahren – er wurde in Schüttorf beigesetzt – ging die Villa an den Sohn Gerhard über.

### Das „Braune Haus“ der NSDAP
Der folgende Besitzwechsel wird unterschiedlich dargestellt. Hermann Criegee berichtete 1997 in der Emsländischen Regionalgeschichte, Gerhard Schlikker habe die Villa zu einem nicht genannten Zeitpunkt an die Stadt Osnabrück verkauft, die es als Museum nutzte. Zwar hatte sich die Stadt in den 1920ern bei Gerhard Schlikker um den Kauf bemüht, doch war er an den Kosten gescheitert. Laut der Historikerin Eva Berger übergab Gerhard Schlikker nach den Aufzeichnungen des Chirurgen und Stadtkrankenhausdirektors 
Heinrich Fründ (1880–1952) und der Chronik der Familie Schlikker vor 1933 das Gebäude an die Nationalsozialistische Partei, um einer Anklage wegen 'Devisenschmuggels' zu entgehen.
Die Villa wurde Sitz der NSDAP-Kreisleitung Osnabrück-Stadt. Die Straße hieß zu dieser Zeit „Braunauer Wall“, die Bevölkerung nannte das Parteigebäude „Braunes Haus“. Offiziell trug es den Namen „Adolf-Hitler-Haus“.

### Britische Standortkommandantur, Übergabe an die Stadt
Am Ende des Zweiten Weltkriegs, am 4. April 1945, besetzten britische Truppen das Gebäude. Die britische Militärregierung unter Gouverneur Geoffrey Day bezog die Villa als Standortkommandantur. Sie sorgte dafür, dass im behelfsmäßig hergerichteten Kulturgeschichtlichen Museum bald Ausstellungen und Veranstaltungen organisiert wurden, die hohe Besucherzahlen hatten. 1959 wurde das Gebäude der Stadt übergeben.

### Nutzung als Museum ab 1963
1963 zog die naturwissenschaftliche Sammlung vom Kulturgeschichtlichen Museum in die Villa Schlikker um. Sie verfügte über eine Ausstellungsfläche von 325 Quadratmetern, die nicht ausreichte, um auch nur bedeutendere Teile der Sammlungen zu präsentieren. Ab 1966 fanden Ausstellungen auch in der Dominikanerkirche statt. Bestände mussten außerhalb gelagert werden. Weil kein Vortragsraum vorhanden war, wurden Einführungsvorträge zu Ausstellungen im Treppenhaus gehalten. 1971 wurde Horst Klassen Direktor des nun eigenständigen naturkundlichen Museums. Bereits im Jahr zuvor hatte der Kulturausschuss des Stadtrats erste Pläne für den Neubau eines Naturwissenschaftlichen Museums am Schölerberg in Nachbarschaft zum Zoo Osnabrück erörtert. Der Neubau wurde 1978 beschlossen. 1981 wurde der Grundstein gelegt, doch wurde nach der Kommunalwahl wegen der finanziellen Lage der Stadt ein Baustopp verfügt. Erst Ende 1985 zog das Museum in den Neubau um. Bis dahin hatte es seine Exponate stets unter beengten Verhältnissen in der Villa Schlikker gezeigt. Im Erdgeschoss befand sich die mineralogisch-geologische Schausammlung, im Obergeschoss die biologische. Am 6. Mai 1988 wurde der Neubau als Museum am Schölerberg – Natur und Umwelt, Planetarium eröffnet. Seit 2004 war das Museum ein „Haus der Erinnerungen“.

### Pläne für eine Erinnerungsstätte für Hans Georg Calmeyer
2017 beschloss der Rat der Stadt Osnabrück einstimmig, das Gebäude zu einer Stätte der Erinnerung an Hans Georg Calmeyer umzugestalten. Vorausgegangen war ein jahrelanger Entscheidungs- und Behördenweg. Eingesetzt für einen Ort des Gedenkens hatte sich die 1995 gegründete Hans-Calmeyer-Initiative. Die CDU-Fraktion unter dem Fraktionsvorsitzenden Fritz Brickwedde erreichte 2014 einen einstimmigen Ratsbeschluss mit dem Auftrag der Prüfung an die Verwaltung, wie das Gedenken an Calmeyer in das Konzept des Museumsquartiers einzubinden sei. Dem Auftrag kam die Stadtverwaltung jedoch nicht nach, auch Nachfragen 2015 und 2016 verliefen im Sande.

### Kontroverse um Umbenennung
2017 berief die Stadt Historiker, den Vorsitzenden der Jüdischen Gemeinde Michael Grünberg und zwei Mitglieder des Jugendparlaments in einen Beirat mit elf Mitgliedern, die ein Konzept zur Umgestaltung vorlegen sollten. Der häufig genannte Name Hans-Calmeyer-Haus für die Villa Schlikker wurde zum Thema einer Debatte über die „Ambivalenz“ der Person. Zum Konflikt kam es, als der stellvertretende Vorsitzende der Calmeyer-Initiative den Historikern vorwarf, „keinerlei oder nur geringe Kenntnisse über die komplexe Calmeyer-Thematik“ zu haben. Während die Stadt von einem Umbau des Museums zum „Friedenslabor“ sprach, plädierte die Remarque-Gesellschaft „für ein Haus, wo Calmeyer draufsteht und drin ist“.
In den Niederlanden initiierten der Philosophieprofessor Johannes Max van Ophuijsen und der Journalist Hans Knoop eine Petition an Bundeskanzlerin Angela Merkel, um zu verhindern, dass das Museum mit der Umstrukturierung den Namen Calmeyers erhält. 260 Professoren mehrerer Staaten, Hochschulen und Fachrichtungen, Juristen, Rabbiner, Künstler und Überlebende des Holocaust, darunter die Holocaust-Überlebende Femma Flejsman-Swaalep aus Amsterdam, unterzeichneten die Petition, die am 28. Mai 2020 an den deutschen Botschafter Dirk Brengelmann übergeben wurde. Calmeyer hätte Femma Flejsman-Swaalep vor der Deportation bewahren können; sie überlebte im Konzentrationslager Auschwitz. Knoop erklärte, es wäre ein internationaler Skandal, „sollte das Whitewashing wirklich stattfinden“. Calmeyer habe 500 als Arier registrierte Personen in seiner Zeit als Verwaltungsbeamter in den Niederlanden zu „‚neu entdeckten Juden‘ erklärt“. Sie seien mit in die Transporte (in die Vernichtungslager) gegangen. Die Petition richtete sich an die Bundeskanzlerin, weil die Stadt Osnabrück 1,7 Millionen Euro an Fördermitteln für die Sanierung des Gebäudes beim Bund eingeworben hat.
Die Tageszeitung berichtete Anfang Juni 2020, dass die israelische Gedenkstätte Yad Vashem die Entscheidung für die postume Auszeichnung Calmeyers als Gerechter unter den Völkern überprüfe. Sie sah sich dazu jedoch nicht veranlasst.
Der Wissenschaftliche Beirat unter Leitung von Alfons Kenkmann teilte Mitte Juli 2020 mit, er plane ein Symposium für 2021. Demnach soll Calmeyers Rolle im Netzwerk der deutschen Besatzungsbehörde überprüft werden. Die Entscheidung über eine Namensänderung für die Villa Schlikker wurde zurückgestellt.
Das Symposium wurde im Oktober 2022 abgehalten. Museumsquartierdirektor Nils-Arne Kässens sprach anschließend von einem Konsens, dass die Benennung „den verschiedenen Perspektiven auf Calmeyer Rechnung tragen sollte“.
Zuvor hatte sich im Juni 2022 der Kulturausschuss der Stadt selbst gegen die weitere Verwendung des Namens Villa Schlikker für das Museum gewandt, weil er historisch belastet sei. Der Wissenschaftliche Beirat empfahl im Januar 2023, den Namen beizubehalten, der seit Jahrzehnten eingeführt und historisch begründbar sei – das Gebäude ist nach dem Bauherrn Edo Schlikker benannt. Als Zusatz schlug der Beirat zwei Varianten vor: „Forum Erinnerungskultur und Zeitgeschichte“ und „What about Calmeyer“. „What about Calmeyer“ ist ein Zitat aus Calmeyers Lebenslauf, den er 1946 abfasste.
Eine Vorentscheidung sollte der Kulturausschuss der Stadt am 7. Februar 2023 treffen. Die Sitzung fiel aus, nachdem Fritz Brickwedde, ehemals CDU-Vorsitzender und Verfechter des Namens Calmeyer-Haus für das Museum, sich öffentlich gegen die Vorschläge des Beirats gestellt hatte. Der Kulturausschussvorsitzende Sebastian Bracke (B90/Die Grünen) erklärte den Konsens des Beirats für „keine kleine Leistung“, den Namen Calmeyers zu nennen, schloss er aus. Notfalls gebe es im Rat, in dem seine Partei und die SPD die Mehrheit stellen, eine Mehrheit an den Quertreibern vorbei. Eine Entscheidung traf der Rat der Stadt Ende April 2023. Mit der Neueröffnung 2024 sollte das Haus den Namen „Die Villa_Forum für Erinnerungskultur und Zeitgeschichte“ tragen.

### Dauerausstellung seit 2024
Die zentrale Frage der im September 2024 eröffneten neu gestalteten Dauerausstellung an Besucher lautet „Welcher Demokratie-Typ bist Du?“ Sie verschränkt die Rückschau auf das Verhalten des NS-Juristen Calmeyer, der Juden als Rasseferent in Den Haag als „Arier“ anerkannte und sie dadurch vor dem Tod bewahrte, mit der Aufforderung zum Nachdenken über Ethik und Verantwortung, mit Mitläufer- und Tätertum oder Widerstand in der Gegenwart.
Kritik erhielt die Ausstellung bereits vor der Eröffnung in der Tageszeitung, deren Autor von einer „massiven Fehlleistung“ schrieb: Calmeyer werde fast einseitig dargestellt und stark weichgezeichnet. Gleich im Eingangsfilm werde er zum Widerständler geadelt, im weiteren Verlauf werde aus ihm ein Regimegegner, zum Anti-Nazi.
Bereits im Juni 2024 wurde im Erdgeschoss des Hauses das „Café Felka“ eröffnet, das den Namen der Malerin Felka Platek trägt, der Ehefrau des Malers Felix Nussbaum. Beide wurden Opfer des Holocaust. Pächter ist ein gemeinnütziger Verein.

## Auszeichnung
2020 erkannte der von der Niedersächsischen Sparkassenstiftung geführte hbs kulturfonds dem Museumsquartier und damit der Villa Schlikker als dessen Teil den alle zwei Jahre verliehenen Museumspreis zu. Gewürdigt wurde laut Jury der gelungene Zusammenschluss der vier Häuser unter dem Leitthema Frieden.